# Maksim Tsvetkov
Maxim Tsvetkov (en russe : Максим Сергеевич Цветков, Maxim Sergeïevitch Tsvetkov), né le 3 janvier 1992 à Babaïevo, est un biathlète russe.

## Carrière
En 2011, Maxim Tsetkov participe à ses premières compétitions avec l'équipe nationale dont les Championnats du monde juniors où il remporte trois titres, sur le sprint, la poursuite et le relais. Un an plus tard, il récidive dans ces championnats en signant le doublé sprint-poursuite.
En mars 2013, Maxim Tsevtkov fait ses débuts en Coupe du monde sur le sprint d'Holmenkollen qu'il conclut à la huitième position. 
En 2014, il obtient son premier succès majeur chez les seniors en remportant la poursuite des Championnats d'Europe. Lors de la deuxième étape de la Coupe du monde 2014-2015 disputée à Hochfilzen, il obtient son premier podium avec le relais russe (victoire), puis gagne celui d'Oslo.
En janvier 2016, il obtient son premier podium individuel grâce à un tir sans erreur en se classant deuxième du sprint d'Antholz-Anterselva, où il est victorieux en relais.
Aux Championnats du monde 2017, il est médaillé d'or au relais avec Alexey Volkov, Anton Babikov et Anton Shipulin. En 2017, il gagne aussi deux médailles d'or aux Jeux mondiaux militaires à Sothi.
Il a manqué sa qualification pour les Jeux olympiques de Pyeongchang 2018, mais lors de la dernière course de la saison 2017-2018, il arrache la première victoire de sa carrière en Coupe du monde sur la mass start de Tioumen en Russie.
Lors de la saison 2018-2019, son seul résultat important est une victoire au relais d'Oberhof en Coupe du monde. Il est depuis pas réapparu en compétition à ce niveau

## Palmarès

### Jeux olympiques
| Mondiaux \ Épreuve | Individuel | Sprint | Poursuite | Départ en masse | Relais                              | Relais mixte |
| JO 2022 Pékin      | 4e         | 4e     | 17e       | 20e             | Médaille de bronze, Jeux olympiques | —            |

Légende :
- : première place, médaille d'or
- : deuxième place, médaille d'argent
- : troisième place, médaille de bronze
- — : n'a pas participé à l'épreuve

### Championnats du monde
| Mondiaux \ Épreuve | Individuel | Sprint | Poursuite | Départ en masse | Relais               | Relais mixte |
| 2015 Kontiolahti   | —          | —      | —         | —               | —                    | 10e          |
| 2016 Holmenkollen  | —          | 42e    | 43e       | —               | 6e                   | —            |
| 2017 Hochfilzen    | —          | 69e    | —         | 26e             | Médaille d'or, monde | —            |

Légende :
- : première place, médaille d'or
- — : n'a pas participé à l'épreuve

### Coupe du monde
- Meilleur classement général : 19e en 2017.
- au palmarès de l'Union internationale de biathlon (qui inclut les Jeux olympiques et les Championnats du monde) :
  - 3 podiums individuels : 1 victoire et 2 deuxièmes places.
  - 12 podiums en relais : 6 victoires, 2 deuxièmes places et 4 troisièmes places.

 Dernière mise à jour le 15 février 2022 

#### Classements en Coupe du monde
| Saison    | Classement général final | Individuel | Sprint | Poursuite | Mass start |
| 2012-2013 | 71e                      |            | 62e    | 76e       |            |
| 2013-2014 | 92e                      |            | 84e    |           |            |
| 2014-2015 | 33e                      | 19e        | 31e    | 40e       | 32e        |
| 2015-2016 | 26e                      | 22e        | 24e    | 25e       | 29e        |
| 2016-2017 | 19e                      | 19e        | 18e    | 20e       | 19e        |
| 2017-2018 | 22e                      | 36e        | 26e    | 15e       | 23e        |
| 2018-2019 | 82e                      |            | nc     | 58e       |            |
|           |                          |            |        |           |            |
| 2021-2022 | 55e                      | -          | 71e    | 36e       | -          |

#### Victoire
| Saison / Épreuve | Sprint | Poursuite | Individuel | Mass start | Total |
| 2017-2018        |        |           |            | Tioumen    | 1     |
| Total            | 0      | 0         | 0          | 1          | 1     |

### Championnats d'Europe
- 7 médailles[2] :
  -  1 médaille d'or (poursuite en 2014)
  -  5 médailles d'argent (relais en 2012, individuel, sprint et poursuite en 2013 et sprint en 2014)
  -  2 médailles de bronze (sprint en 2012 et individuel en 2014)

### Championnats du monde juniors
| Épreuve / Édition | Nove Mesto 2011      | Kontiolahti 2012          | Obertilliach 2013         |
| Sprint            | Médaille d'or, monde | Médaille d'or, monde      | Médaille de bronze, monde |
| Poursuite         | Médaille d'or, monde | Médaille d'or, monde      | Médaille d'argent, monde  |
| Individuel        | 5e                   | 11e                       | 12e                       |
| Relais            | Médaille d'or, monde | Médaille de bronze, monde | Médaille de bronze, monde |